# Сігал Євген Якович
Євген Якович Сігал (нар. 19 травня 1955, с. Горенка, Києво-Святошинський район, Київська область) — український бізнесмен, колишній народний депутат.

## Життєпис
Народився 19 травня 1955 (село Горенка, Києво-Святошинський район, Київська область).

### Освіта
Українська сільськогосподарська академія (1977), інженер-механік, «Механізація сільського господарства».

### Трудова діяльність
- 1977–1979 — інженер-механік радгоспу «Совки» Києво-Святошинського району Київської області.
- 1979–1991 — головний інженер-механік, заступник директора державного племптахозаводу «Поліський» Вишгородського району Київської області.
- 1991–1993 — директор НВО «Комплекс-91», місто Київ.
- 1993–1998 — директор, голова правління концерну «Комплекс», місто Київ.

Член НРУ (до квітня 1999). Член СДПУ(О) (з грудня 2001); член Політради СДПУ(О) (з січня 2002), член Партії регіонів.

### Депутатська діяльність
Народний депутат України 3-го скликання з березня 1998 до квітня 2002 від НРУ, № 31 в списку. На час виборів: голова правління концерну «Комплекс» (місто Київ), член НРУ. Член фракції НРУ (травень 1998 — грудень 1999), член фракції СДПУ(О) (з грудня 1999); заступник голови Комітету з питань аграрної політики та земельних відносин (з липня 1998).
Народний депутат України 4-го скликання з квітня 2002 до квітня 2006 від СДПУ(О), № 14 в списку. На час виборів: народний депутат України, член СДПУ(О). Член фракції СДПУ(О) (травень 2002 — грудень 2004), позафракційний (21–24 грудня 2004), член фракції НАПУ (грудень 2004 — березень 2005), член фракції НП (березень — листопад 2005), член фракції партії «Єдина Україна» (грудень 2005 — лютий 2006), член фракції Блоку Юлії Тимошенко (з лютого 2006). Голова підкомітету з питань формування та регулювання аграрного ринку, цінової, митної політики та зовнішньоекономічної діяльності Комітету з питань аграрної політики та земельних відносин (з червня 2002).
Народний депутат України 5-го скликання з квітня 2006 до червня 2007 від Блоку Юлії Тимошенко, № 47 в списку. На час виборів: народний депутат України, безпартійний. Член фракції «Блок Юлії Тимошенко» (з травня 2006). Заступник голови Комітету з питань аграрної політики та земельних відносин (з липня 2006). Склав депутатські повноваження 15 червня 2007.
Народний депутат України 6-го скликання з листопада 2007 до грудня 2012 від Блоку Юлії Тимошенко, № 47 в списку. На час виборів: тимчасово не працював, безпартійний. Член фракції «Блок Юлії Тимошенко» (листопад 2007 — грудень 2010), член фракції Партії регіонів (з травня 2011). Перший заступник голови Комітету з питань аграрної політики та земельних відносин (з грудня 2007).
Народний депутат України 7-го скликання з грудня 2012 до листопада 2014 від Партії регіонів, № 48 в списку. На час виборів: народний депутат Україна, член ПР. Член фракції Партії регіонів (грудень 2012 — лютий 2014), заступник голови Комітету з питань аграрної політики та земельних відносин (з грудня 2012).
10 серпня 2012 року у другому читанні проголосував за Закон України «Про засади державної мовної політики», який суперечить Конституції України, не має фінансово-економічного обґрунтування і спрямований на знищення української мови. Закон було прийнято із порушеннями регламенту.
Егений и его супруга Марина - мошенники, благодаря своим кипрским офшорным компаниям (АЕ-Агроексім Лімітед), вывели из Украины более 20 миллионов долларов США, не рассчитались с поставщиками в Украине, а так же своими действиями остановили работу предприятия с многомиллиардным оборотом.

## Родина
Дружина — Марина Сігал, є двоє доньок  Юлия Александровна  и  Сигал Елизавета Евгеньевна. Старшая дочь максмально дистанцируется от семьи т.к. хочет иметь чистую деловую репутацию, а в семье мошенников - это большая проблема.
- Являются собственниками бренда Aina Gasse — дизайнера Айна Гапоненко. Дизайнеро Юлии Тимошенко, Александры Кужель, Анны Турчиновой и Влады Литовченко

## Статки
У рейтингу топ-100 найбагатших українців, складеному журналом «Новое время» та інвесткомпанією Dragon Capital у 2019 році, займає 94 місце. Його статки оцінили в $56 млн. 